# هيرمان ستيف
هيرمان فيليب رودولف ستيف (بالألمانية: Hermann Stieve)‏ (22 مايو 1886 - 5 سبتمبر 1952) طبيبًا وأخصائيًا في علم التشريح وأخصائي علم الأنسجة الألماني. بعد دراساته الطبية، خدم في الجيش الألماني خلال الحرب العالمية الأولى وأصبح مهتمًا بتأثير الإجهاد والعوامل البيئية الأخرى على الجهاز التناسلي للأنثى، موضوع بحثه اللاحق. في عام 1921 أصبح أصغر طبيب يرأس القسم الطبي في جامعة ألمانية.  قام بتدريس الطب في جامعة هومبولت في برلين، وكان مدير معهد برلين للتشريح في مستشفى شاريشاريتيهتي التعليمي في السنوات الأخيرة من حياته. 
تم إجراء الكثير من أبحاثه خلال ثلاثينيات القرن الماضي، بعد وصول الحزب النازي إلى السلطة في ألمانيا. لم ينضم إلى الحزب بنفسه، ولكن كقومي ألماني متحمس دعم أدولف هتلر على أمل استعادة الفخر الوطني. قام النازيون بسجن وإعدام العديد من خصومهم السياسيين، وأصبحت جثثهم مادة بحثية أساسية لستيف. على الرغم من أن الكثير من أعماله لا تزال ذات قيمة، فقد قدم أدلة علمية على أن طريقة منع الحمل باعتماد التقويم لم تكن فعالة في منع الحمل.  

## حياته
ولد لأسرة بروتستانتية في ميونيخ في عام 1886، وهو ابن المؤرخ فيليكس ستيف   والشقيق الأصغر للدبلوماسي الألماني فريدريش  والشقيق الأكبر للأخصائي الاجتماعي الألماني في هيدويغ. 